# Тексашки масакр моторном тестером 3D
Тексашки масакр моторном тестером 7 (енгл. Texas Chainsaw 3D) је амерички слешер хорор филм из 2013, режисера Џона Лузенхопа са Александром Дадарио, Деном Јигером, Мерилин Бернс и Гунаром Хансеном у главним улогама. Представља директан наставак оригиналног филма Тоба Хупера.
Од свих филмова из серијала имао је највећи буџет, али је по оствареној заради тек на 3. месту. У првој недељи премијере зарадио је преко 20 милиона долара, што га је ставило на 1. место у недељи, изнад конкурентне Обећане земље. Међутим, због генерално негативних критика које је добијао, зарада филма је почела нагло да опада, те је на крају завршио са зарађених 47.200.000 долара. Као и у случају петог и шестог филма далеко боље је прихваћен код публике него код критичара. На сајту Rotten Tomatoes критичари су га описали као: „ружан и циничан покушај да се Ледерфејс представи као антихерој”.
Четири године касније, снимљен је преднаставак под насловом Тексашки масакр моторном тестером 8: Ледерфејс, чија радња се одиграва у време пре догађаја из првог филма.

## Радња
Убрзо након што Сали Хардести успе да побегне из куће породице Сојер, полиција опкољава њихову кућу. Пошто одбију да се предају, полиција убија све чланове породице Сојер, осим „Ледерфејса”, који потајно успева да се извуче, и тек рођене бебе Едит Сојер. Бебу усваја полицајац Гавин Милер и даје јој име Хедер.
20-ак година касније, Хедер открива да је усвојена и добија писмо из ког сазнаје да је њена биолошка баба, Верна Карсон, управо преминула. Као једина наследница, Хедер постаје власница величанствене виле у Нуту (Тексас) и одлази у њу са својим момком (Рајаном) и двоје пријатеља (Кени и Ники). На путу према вили, они колима закаче момка Дерила те га повезу са собом. Док друштво одлази у продавницу по потребне намирнице, испоставља се да је Дерил провалник који почиње да краде вредне предмете по вили. Након што силази у подрум, Ледерфејс га хвата и убија чекићем.
За то време, друштво се враћа и затиче кућу опустошену што их наводи на закључак да их је Дерил опљачкао и побегао. Док Кени спрема вечеру, до њега допиру звуци из подрума након чега се он одважи да провери доње просторије куће. Ту случајно налеће на Ледерфејса, који му забоде куку у тело и одвлачи га у другу собу. Успут сазнајемо да Рајан вара своју девојку са њеном другарицом Ники, њих двоје проводе интимне тренутке у оближњој штали. Током истраживања по кући, Хедер примећује Вернин леш у једној од просторија. У кухињи је напада Ледерфејс и одводи је у просторију у којој држи Кенија заробљеног. Унутра, Ледерфејс брутално масакрира Кенија хоризонтално преполовивши његово тело, док Хедер успева да побегне.
Хедер стиже до комбија, а придружују јој се и Рајан и Ники. Ипак, Ледерфејс пробуши гуме моторном тестером услед чега Рајан настрада. Ники задобија повреде, али се скрива у замрзивачу. Хедер долази у полицијску станицу и, читајући документе, сазнаје турболентну прошлост породице Сојер. Тексашки шериф и мајор Барт Хартман шаљу официра да прегледа имање Сојерових. Официр случајно усмрти Ники упуцавши је у главу, а потом њега убија Ледерфејс и дере кожу с њега направивши себи нову маску.
Огорчен због злодела чланова породице Сојер, Барт Хартман је решен да се отараси сваког припадника те породичне лозе. Хедер се налази са својим адвокатом, који јој саопштава да је Ледерфејс њен род и да је преживео пожар. Хартман је прогања и, коначно, уз помоћ свог сина Карла, успева да је зароби у старој кланици породице Сојер. Ледерфејс долази да је убије, али на њој налази белег који је показатељ да она припада Сојерима. Она му саопштава да је део његове породице, после чега је он ослободи. Хартман и његов пријатељ Оли нападају Ледерфејса, те га воде до машине за млевење меса с намером да га ту окончају. Осећајући дужност да га спаси као што је он раније њу, Хедер се враћа и убија Олија па уручује Ледерфејсу његову моторну тестеру. Ледерфејс обори Хартмана на тло и моторном тестером га гурка према справи за млевење меса у којој, на крају, Хартман скончава. Напослетку, Ледерфејс и Хедер се враћају њиховој заједничкој кући. Најзад, Хедер ишчита Вернино писмо у којем је бака обавештава да је њено право име Едит Роуз Сојер и да у подруму куће иза металних врата станује Ледерфејс који ће је чувати до краја живота ако се она буде добро старала о њему. Ледерфејс закопа Вернино тело у породичној гробници у дворишту куће. Хедер прихвата Ледерфејса као јединог члана своје породице и његове гнусне злочине приписује његовом поремећеном металном стању.
У самој завршници, Хедерини усвојитељи посећују вилу желећи да се окористе те да зграбе део њеног наследства. Док је чекају на прагу куће, Ледерфејс искаче с моторном тестером у руци.

## Улоге
| Глумац               | Улога                             |
| -------------------- | --------------------------------- |
| Александра Дадарио   | Хедер Милер — Едит Роуз Сојер     |
| Ден Јигер            | Џедидија Сојер „Ледерфејс”        |
| Треј Сонгз           | Рајан                             |
| Тања Рејмонд         | Ники                              |
| Скот Иствуд          | заменик шерифа Карл Хартман       |
| Мерилин Бернс        | Сали Хардести (арх.) Верна Карсон |
| Шон Сипос            | Дарил                             |
| Керам Малицки-Санчез | Кени                              |
| Том Бери             | шериф Хупер                       |
| Гунар Хансен         | главни Сојер                      |
| Џон Дуган            | деда Сојер                        |
| Пол Реј              | мајор Берт Хартман                |
| Ричард Рили          | Фарнсворт                         |
| Бил Мозли            | Драјтон Сојер                     |
| Дејвид Борн          | Гавин Милер                       |
| Су Рок               | Арлен Милер                       |